# Locke’s Distillery

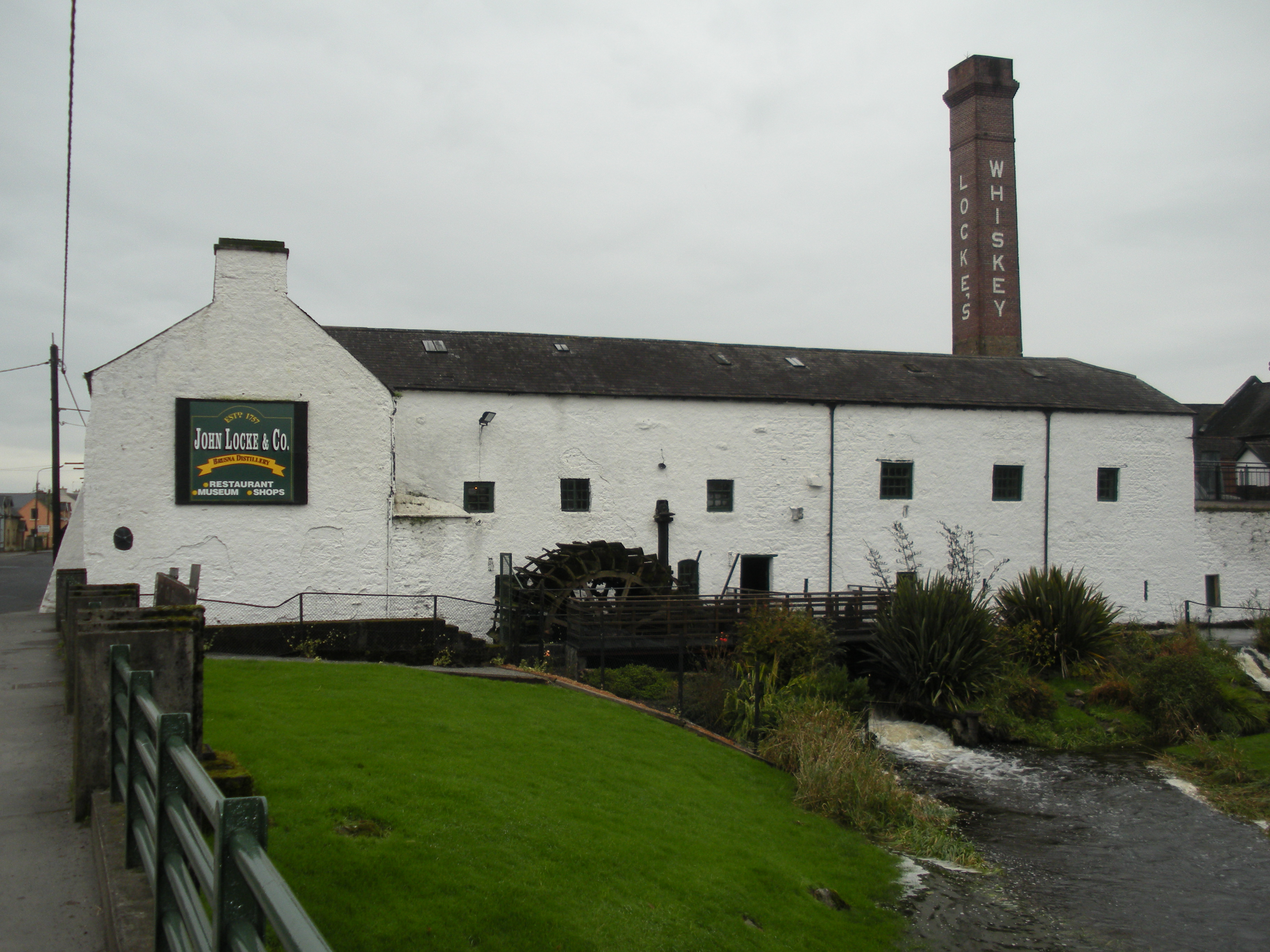
Locke’s Distillery in Kilbeggan

Locke’s Distillery (auch: Kilbeggan Distillery) ist eine Whiskybrennerei in Irland. Der Sitz der Firma befindet sich in Kilbeggan im County Westmeath. Gegründet im Jahr 1757 gilt Locke’s Distillery als die älteste kontinuierlich lizenzierte Destillerie der Welt. Von 1957 bis 2007 war die Brennerei jedoch stillgelegt. Die Marke Kilbeggan Irish Whiskey und das alte Brennereigebäude sind Teil der 1987 gegründeten Cooley Distillery, welche bis 2011 die einzige unabhängige Whiskybrennerei in irischem Besitz war.
Cooley Distillery produzierte unter anderem Locke’s Irish Whiskey, ein nach James und John Locke, den früheren Besitzern der Destille Kilbeggan benannter Superior Blend.

## Geschichte

### Gründung bis 1957

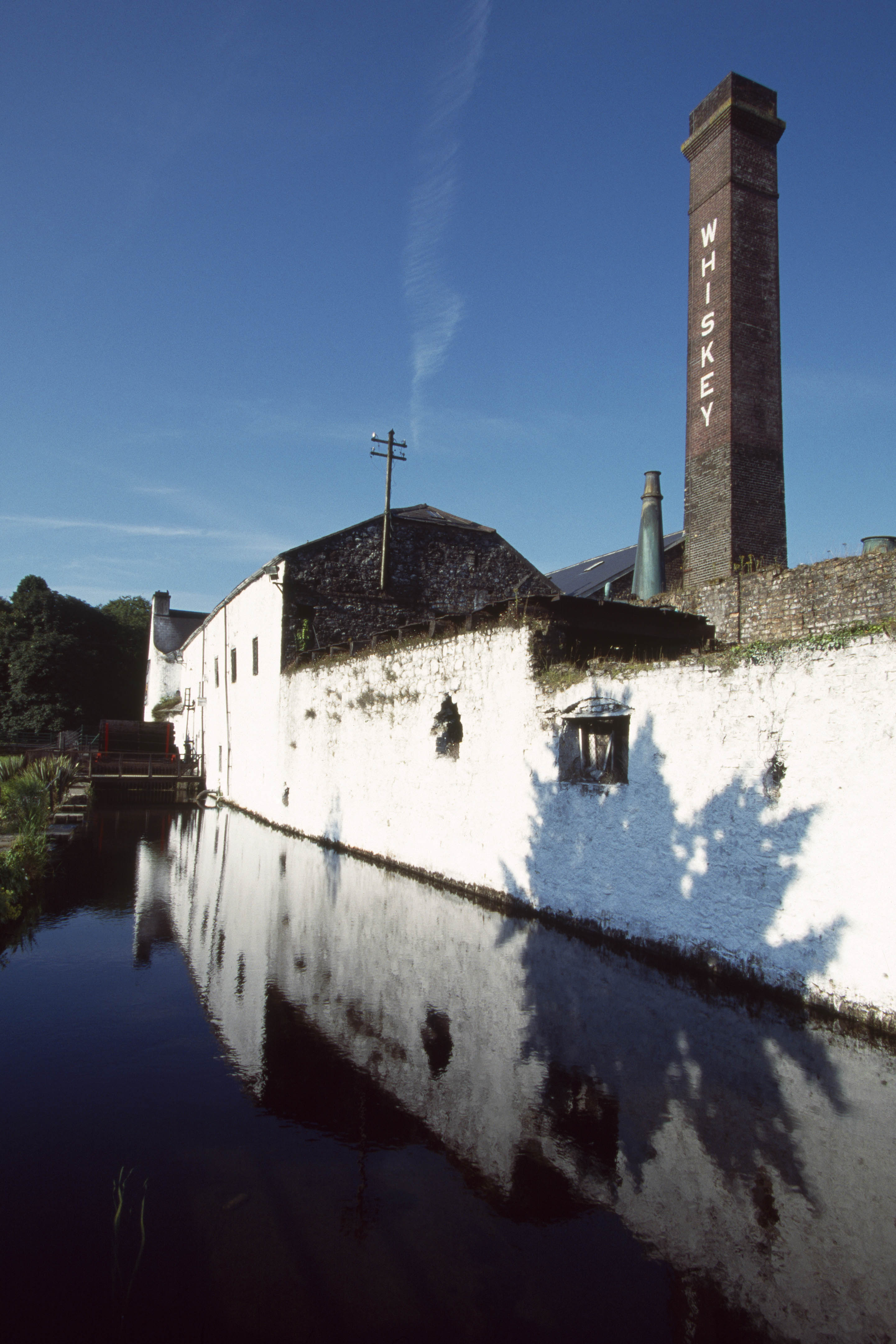
Locke’s Distillery in Kilbeggan

Die Brennerei wurde 1757 von der Familie McManus gegründet. Im Jahr 1794 übernahm die Familie Codd eine Beteiligung an der Brennerei Kilbeggan. Sie verdoppelte in den ersten Jahren die Kapazität der Brennerei. Die Zahl der legal registrierten irischen Destillerien wurde jedoch durch erhöhte Steuern und staatliche Kontrolle dramatisch reduziert. Die verbliebenen Stätten erhöhten ihre Produktion entsprechend der anhaltenden Nachfrage für Whisky aus der Mittelschicht. Nach einer Lockerung der Steuergesetze im Jahr 1820 waren die Inhaber der Brennerei Kilbeggan in der Lage, in einige Erweiterungen zu investieren. Dies fiel zeitlich mit der Eröffnung eines Seitenkanals des Canal Grande an die Stadt Kilbeggan zusammen, der eine ideale Versorgung und Verteilung des Wassers gewährleistete.
Allerdings erwies sich das Wiederaufleben der irischen Whisky-Industrie als kurzlebig. Die totale Abstinenzbewegung von Pater Theobald Mathew begann im Jahr 1838, und in wenigen Jahren hatte sich eine große Menge der Bevölkerung dieser angeschlossen. Der wirtschaftliche Aufschwung des Irischen Whiskys endete in den frühen 1840er Jahren und die Brennerei Kilbeggan war in einem finanziell schlechten Zustand.
Die Familie Locke kam in den 1840er Jahren nach Kilbeggan. John Locke hatte Erfahrungen in den Städten Tullamore und Monasterevin gesammelt und kaufte 1843 die Brennerei Kilbeggan von der Familie Codds ab. Bis 1870 produzierte die Brennerei mehr als je zuvor und eine bedeutende Expansion der Brennerei begann. Zeitgleich dazu gab es eine deutliche Zunahme der Ausfuhr von Irischem Whisky auf den englischen Markt. Zwischen 1860 und 1900 stiegen die Exporte von Irischem Whisky nach England von 1 Million Gallonen auf über 8 Millionen Gallonen pro Jahr.
Während dieser Zeit gab es signifikante Veränderungen in der Whisky-Destillationstechnologie in Irland und zunehmend auch in Schottland durch Einführung des Patent- oder Coffey-Destillationsgerätes beim Brennen. Mit diesem konnte eine Brennerei weit mehr Whisky produzieren, als mit Hilfe des herkömmlichen Pot-Still-Verfahrens. Allerdings gab es in Kilbeggan keinen Platz für die neue Technologie, sodass die Destillerie der Lockes ihre ursprüngliche Technik beibehielt. Die traditionelle Pot-Still-Destillation, die von Generation zu Generation weitergegeben worden war, wurden aufrechterhalten.
Allerdings rentierte sich diese traditionelle Ansicht nicht, da sich der neue billige Whisky der Konkurrenz bei weitem besser verkaufen ließ. Von 1890 bis 1910 sank der Umsatz rapide. Im Jahr 1910 war die Produktion der Brennerei Kilbeggan auf dem gleichen Niveau wie Ende 1860. Um den Umsatz zu erhöhen, begannen die Lockes im Ausland neue Vertriebsquellen zu suchen. Sie gingen eine Geschäftsbeziehung mit einem Broker in New York ein und weiteten ihr Geschäft auf England aus.
Trotz der wirtschaftlichen Probleme war Irischer Whisky um 1900 das führende starkalkoholische Getränk in Großbritannien. Große Mengen wurden zu den Westindischen Inseln und auf den US-Markt exportiert. Es wird vermutet, dass von 1919 bis 1933 75 % des in den USA verbrauchten Whiskys auf Irischen Whisky entfiel.
Es brauchte drei große Rückschläge, um den Erfolg der irischen Whisky-Industrie zu brechen: den Irischen Unabhängigkeitskrieg, die US-Prohibition und die Einführung von Scotch Blended Whisky.
Der Irische Unabhängigkeitskrieg begann 1916 und dauerte bis zur Unabhängigkeit im Jahr 1921. Kurz nach der Unabhängigkeit entwickelte sich ein Handelskrieg mit England, in dem der Zugang von Irischem Whisky zu den lukrativen Märkten in Großbritannien und seinem Reich unterbunden wurde.
Gleichzeitig erfolgte die Einführung der Prohibition in den USA im Jahr 1920. Dieses Experiment dauerte bis 1933, eine Zeit, in der die irische Whisky-Industrie tödlich verwundet wurde. Als die Prohibition aufgehoben wurde, konnte die beschädigte Irische Whisky-Industrie die Nachfrage des wiedererwachten US-Marktes nicht decken. Die Schottische Whisky-Industrie konnte mit dem einfacheren Herstellungsverfahren die steigende Nachfrage mit ihrem neuen Blended Whisky leicht erfüllen.
Gegen eine solche missliche Lage kämpfte die Familie Locke. Zu dieser Zeit waren John Lockes Töchter Florenz Eccles und Mary Hope Johnston die Direktoren und Hauptaktionäre. Trotz ihrer Bemühungen musste die Brennerei im Jahr 1954 eingestellt und die Destillerie Kilbeggan im Jahr 1957 schließlich geschlossen werden.

### Nach der Schließung

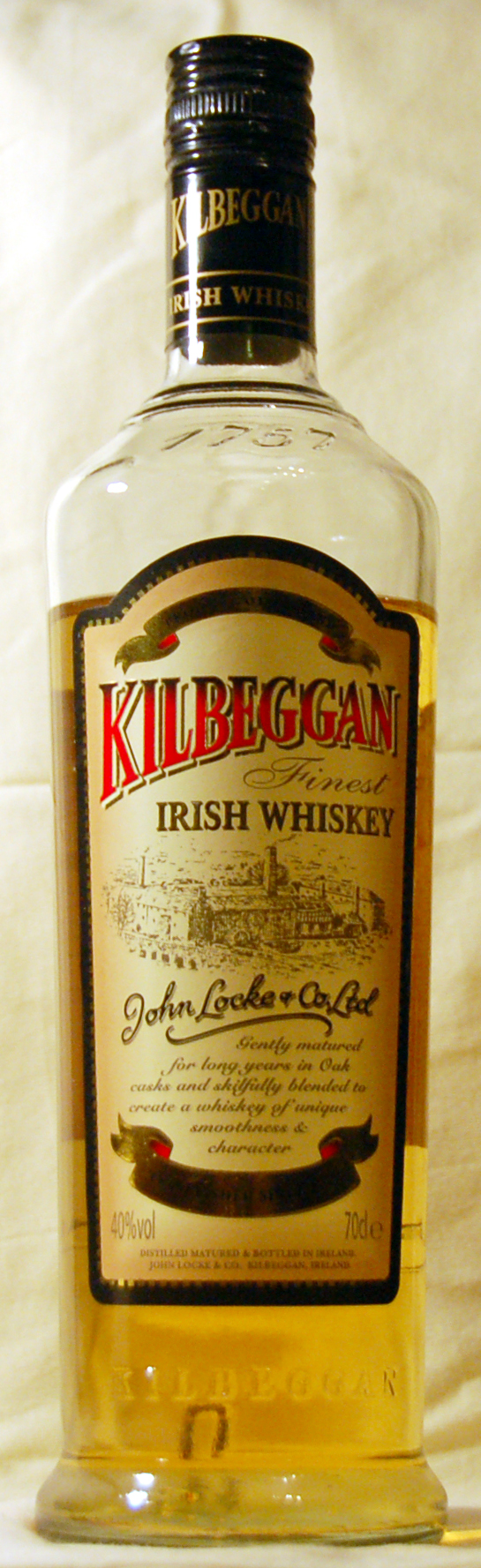
Flasche Kilbeggan

Der Untergang der Brennerei Kilbeggan spiegelte die allgemeine Dezimierung der irischen Whisky-Industrie wider. Bis 1966 war die Zahl der tätigen Brennereien in Irland auf vier gesunken. Als die Brennereien Jameson, Powers und Cork zum Unternehmen Irish Distillers fusionierten, gab es nur noch zwei Brennereien. In den frühen 1970er Jahren schloss sich Bushmills dem Konzern an, somit gab es nur noch eine Brennerei. Ein solches Monopol tat wenig, um den irischen Whisky zu entwickeln. Die Schaffung der Cooley Distillery im Jahr 1987 brachte eine dringend benötigte Konkurrenz zurück auf den Markt.
Cooley Distillery war die Idee von John Teeling und die erste neue Whisky-Brennerei in Irland seit über 100 Jahren. Der erste Schritt bestand darin, eine Produktionsstätte auf der Cooley-Halbinsel zu erwerben. Diesem Schritt folgte der Erwerb einiger der bekanntesten Marken der alten irischen Whisky-Geschichte. Die Brennerei Kilbeggan und ihre Marken wurden 1988 mit der Vision gekauft, die alten Hallen zu nutzen, um Whisky reifen zu lassen und der Brennerei und ihren Marken zu ihrem alten Glanz zu verhelfen. Seit den 1970er Jahren wurde die Brennerei Kilbeggan von einer Handvoll Menschen aufrechterhalten, die sowohl die lokalen Brennerei-Lizenzen als auch den Großteil der alten Brennerei-Ausrüstung aufbewahrt hatte. Nach dem Verkauf der Irish Distillers an das französische Unternehmen Pernod Ricard und dem anschließenden Verkauf von Bushmills an das englische Unternehmen Diageo ist die Cooley-Whiskey-Brennerei die einzige in irischem Besitz verbliebene.
Cooley verwendet die Hallen in der Brennerei Kilbeggan, um Whisky reifen zu lassen. Während die Brennerei Kilbeggan, zuletzt durch die Familie Locke verwendet, erhalten blieb und als Locke's Distillery Museum vor Ort gesehen werden kann, gab es einen weiteren wesentlichen Schritt für die Brennerei Kilbeggan im Jahr 2007. Zum 250-jährigen Jubiläum wurden Schritte unternommen, um die Destillation wieder aufzunehmen. Ein alter Pot Still, der zuletzt im 19. Jahrhundert verwendet worden war, wurde sorgfältig restauriert und am 19. März 2007, genau 54 Jahre nach dem Tag befeuert, an dem die Destillation damals eingestellt wurde. Die Brennerei produziert heute bis zu 250.000 Flaschen Whisky pro Jahr, die in den angrenzenden Granithallen reifen. Somit ist dieser Pot Still der älteste, der noch in Irland arbeitet und einen traditionellen Stil der Destillation in Irland belebt.